# Peace studies
I peace studies (in italiano scienze per la pace, o anche irenologia) sono un'area di studi interdisciplinare che si occupa della costruzione della pace positiva, cioè non la semplice assenza di guerra, ma il prodotto di azioni pacifiche. 
I Peace Studies sono una specificazione della polemologia che più in generale si occupa dell'analisi dei conflitti. 
Il fondatore accademico di questa disciplina è considerato Johan Galtung,. Altri importanti studiosi sono stati Kenneth Boulding e Gene Sharp. 

## Peace studies in Italia
I peace studies si sono sviluppati recentemente anche in Italia con la nascita di diversi corsi di laurea e master universitari. 
La più antica sede accademica italiana in cui sono espressamente attivi i Peace Studies è l'Università di Pisa, che li cura attraverso il Centro Interdisciplinare Scienze per la Pace, e che dal 2001 offre corsi di laurea triennale e magistrale in "Scienze per la Pace, analisi gestione e trasformazione dei conflitti". Di recente, anche l'Università degli Studi di Torino ha attivato moduli sulla gestione dei conflitti e le iniziative per la costruzione e il rafforzamento della pace, nell'ambito del proprio corso di laurea magistrale in scienze internazionali. Un corso simile era stato attivato anche presso l'Università degli Studi di Firenze (Operazioni di pace, gestione e mediazione dei conflitti). Sulla base della legge della Regione Marche n. 9 del 18 giugno 2002, è stata infine istituita un'associazione denominata Università della Pace, con sede ad Ascoli Piceno.
L'istituto di ricerca Torino World Affairs Institute (T.wai) porta avanti da anni il programma di ricerca Violence & Security, dedicato ai temi dell'analisi dei conflitti e della sicurezza umana.

## Peace studies nel mondo
L'Università per la Pace di Colón, in Costa Rica, fondata nel 1980 dall'ONU, è interamente dedicata all'insegnamento dei Peace studies.